# Josef Matthias Hauer

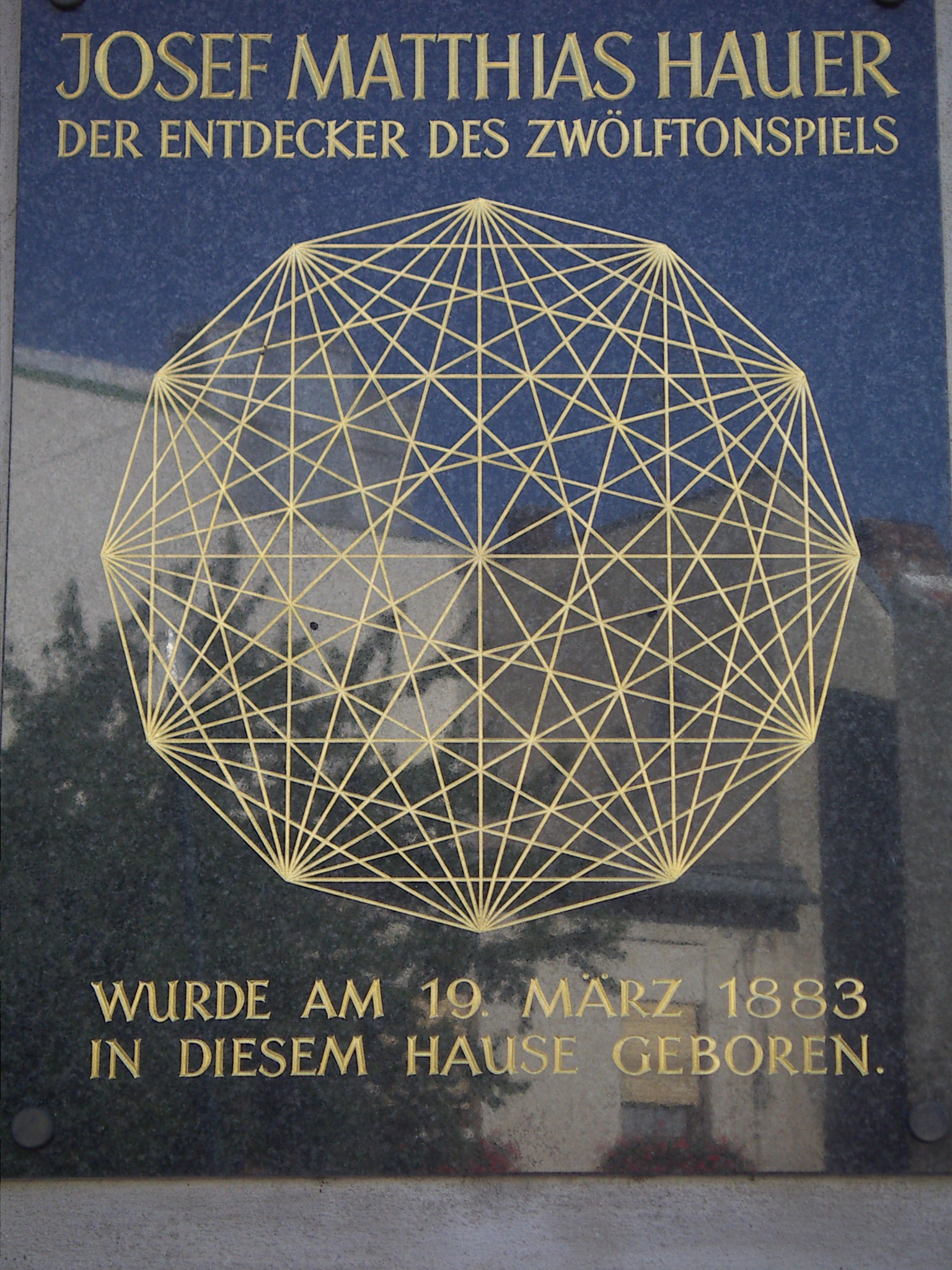
Targa commemorativa sulla casa natale

Joseph Matthias Hauer (Wiener Neustadt, 19 marzo 1883 – Vienna, 22 settembre 1959) è stato un compositore e musicologo austriaco.

## Biografia

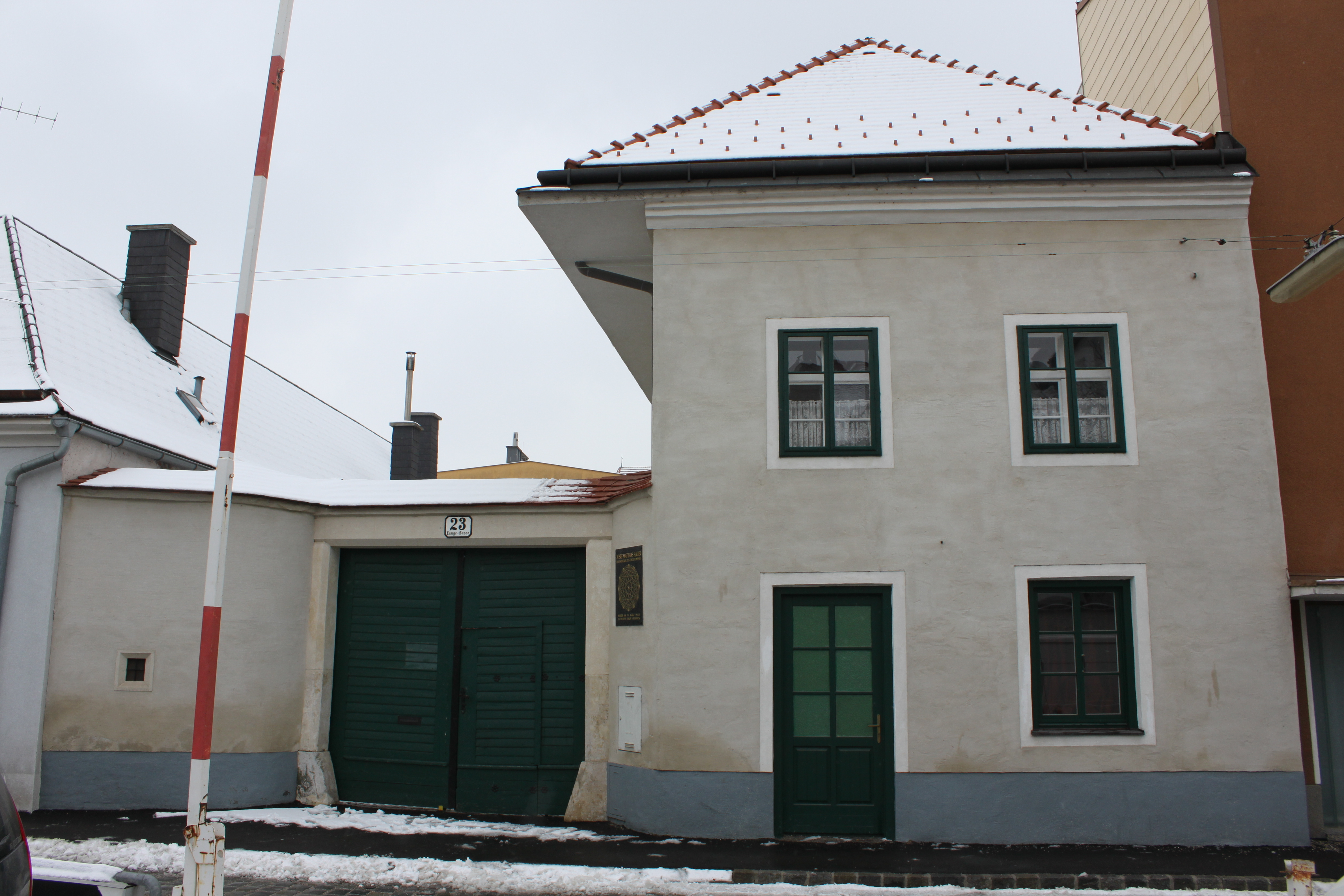
Luogo di nascita a Wiener Neustadt

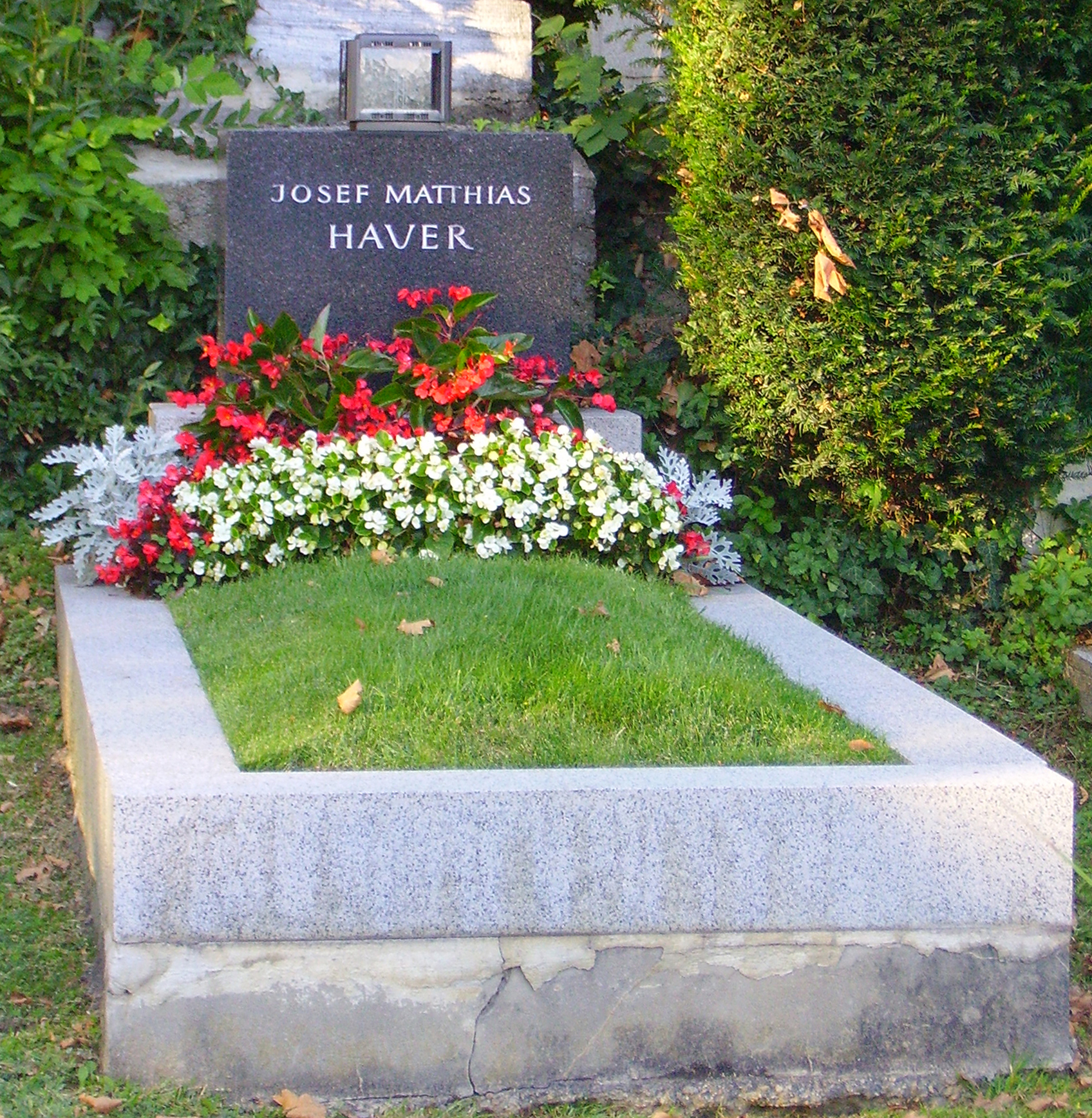
Tomba al cimitero di Dornbach

Era figlio di Matthias Hauer, che ha lavorato come guardia penitenziaria. 
Hauer dal 1897 ha frequentato l'istituto di formazione per insegnanti a Wiener Neustadt. Lì ricevette lezioni di pianoforte, di organo, di violoncello, di canto, e si occupò da autodidatta di teoria musicale. 
Dopo la laurea è stato nel 1902 insegnante di scuola elementare a Krumbach, e nel 1904, a Wiener Neustadt. Inoltre, ha lavorato come organista, direttore di coro e violoncellista in un quartetto d'archi, e si è impegnato in lezioni di musica nelle scuole superiori. 
Nel 1907 ha sposato Leopoldine Hönig († 1934). La coppia ha avuto tre figli: Martha, Bruno ed Elisabeth. 
Nel 1914 Hauer è stato chiamato per il servizio militare e l'anno seguente si è trasferito a Vienna. Nel 1918 ha terminato la sua attività militare e l'anno successivo si è ritirato, a causa di una malattia, dal servizio scolastico. 
Nel 1930, la città di Vienna ha concesso a Hauer una pensione onoraria, che però nel 1938 gli è stata ritirata. 
È stato anche un musicista teorico, ed è famoso per lo sviluppo, indipendente e quasi contemporaneo a quello di Arnold Schönberg, del metodo di composizione con tutte le 12 note della scala cromatica.
Ha studiato a lungo la filosofia e la musica orientale in generale, quella cinese-taoista in particolare; il frutto delle sue ricerche è stato pubblicato in vari saggi, nei quali propone un suo modello musicale improntato ad un melos atonale, riproducibile solo con una voce e con strumenti temperati, come ad esempio il pianoforte.
Per tramandare il suo metodo compositivo ha fondato nel 1953 a Vienna il "Seminario austriaco per la musica dodecafonica", che era considerato un serbatoio spirituale e aveva un impatto internazionale. Per insegnare e diffondere la musica di Hauer sono stati importanti i docenti del seminario quali Johannes Schwieger, Victor Sokolowski e Nikolaus Fheodoroff. Tra gli allievi del seminario menzioniamo: René Clemencic, Arnold Keyserling e Paul von Klenau.
Tra i compositori con cui ha avuto buoni rapporti di amicizia si annoverano Carl Nielsen, Paul Hindemith, Rudolf Reti, Johann Ludwig Trepulka, Othmar Steinbauer, Paul von Klenau, Stefan Wolpe.
Diversi artisti hanno dedicato ritratti al compositore dodecafonico, tra i quali: Erwin Lang, Frieda Salvendy, Christian Schad, Ernst Hartmann, Franz Hubmann, Heinz Leinfellner, Karl Prantl, Dominik Száva, Julian Schutting.
Hauer ha avuto un rapporto ambivalente con Schönberg: Hauer aveva a lungo cercato il contatto con Schoenberg, ma dopo un incontro nel 1917, l'impegno ad una collaborazione non è stato più osservato negli anni successivi.
Tra le sue opere principali, sono da notare lieder, musica per pianoforte, musica da camera, musica sinfonica.
Pubblicò 17 articoli teorici (1918-1926), 33 articoli di riviste, saggi; alcuni manoscritti sono tuttora inediti.

## Omaggi
- Nel 1988 una piazza di Vienna è stata dedicata alla sua memoria con la denominazione Josef Hauer Platz.

## Opere principali

### Composizioni vocali
- Lied des Letzten, (op.4, 1913),  per voce e pianoforte;
- Fünf Lieder, (op.6, 1914), per voce media e pianoforte, testi di Friedrich Hölderlin;
- Chorlieder aus den Tragödien des Sophokles, (op.7, 1914) per coro maschile e pianoforte (o organo), testi di Sofocle;
- Prometheus, (op.11, 1914), per baritono e pianoforte, testi di Johann Wolfgang von Goethe;
- Drei Lieder, (op.12, 1914/15),  per voce media e pianoforte, testi di Friedrich Hölderlin;
- Bange Stunde, (op.14, 1918), per voce e pianoforte, testi di Karl Kraus;
- Der gefesselte Prometheus, (op.18, 1919), per baritono e pianoforte, testi di Eschilo;
- Acht Lieder, (op.21, 1922), per voce e pianoforte, testi di Friedrich Hölderlin;
- Vier Lieder, (op.23, 1923/24), per voce e pianoforte, testi di Friedrich Hölderlin;
- Lied der Liebe, (op.24, 1923), per coro femminile a tre voci, pianoforte e armonium, testi di Friedrich Hölderlin;
- Sieben Lieder, (op.32; 1924), per voce e pianoforte, testi di Friedrich Hölderlin;
- Suite Nr.3, (op.36, 1925),  per baritono e orchestra, testi di Friedrich Hölderlin;
- Fünf Lieder, (op.40, 1925), per voce media e pianoforte, testi di Friedrich Hölderlin;
- Lateinische Messe, (op.44, 1926), per coro misto, organo e orchestra da camera;
- Emilie vor ihrem Brauttag, (op.58, 1928), cantata per contralto e orchestra, testi di Friedrich Hölderlin;
- Tanzfantasien Nr.1&2, (op.65; 1932/33), per soprano, contralto, tenore, basso e orchestra;
- Frühling, (op.76, 1938), per coro misto, violini e violoncelli, testi di Friedrich Hölderlin;
- Meine geliebten Tale lächeln mich an, (1949), per voce e pianoforte, testi di Friedrich Hölderlin;
- Hölderlin-Rezitationen, (1949), per voce femminile e pianoforte.

### Opere orchestrali
- Prima sinfonia , (op.1, 1912);
- Fantasia apocalittica , (op.5);
- Suite Nr. 1 , (op.31, 1924);
- Suite n. 2 , (op.33, 1924);
- Fantasy romantico , (op.37, 1925);
- Suite Nr. 4 , (op.43, 1926);
- Suite Nr. 5 , (op.45, 1926);
- Sinfonietta , (op.50; 1927), brani sinfonici per orchestra di grandi dimensioni;
- Suite n. 8 , (op.52, 1927);
- Divertimento , (op.61, 1930), per orchestra da camera;
- Konzertstück , (op.63, 1932);
- Diabolo Waltz , (op.64, 1932), per orchestra da camera;
- Dance Fantasies Nr. 3-7 , (op.66, 1933), per orchestra da camera;
- Tanzsuite Nr. 2 , (op.71, 1936);
- Slow Waltz , (op V, 1953).

## Pubblicazioni
- Über die Klangfarbe (op.13), 1918;
- Vom Wesen des Musikalischen, Lipsia/Vienna, 1920;
- Deutung des Melos, 1923;
- Atonale Melodienlehre, 1923;
- Vom Melos zur Pauke, Vienna, 1925;
- Zwölftontechnik. Die Lehre von den Tropen, Vienna, 1926;
- Die Tropen, in Musikblätter des Anbruch, Vienna, 1924;
- Säen und Ernten, in Musikblätter des Anbruch, Vienna, 1926;
- Der Goldene Schnitt. Eine Rechtfertigung der Zwölftonmusik, 1926;
- Kosmisches Testament, 1945.